# Chimo Lanuza Ortuño
Chimo Lanuza Ortuño (Altea, Marina Baixa, 1957) és un escriptor i filòleg valencià.

## Biografia
Nasqué en Altea i es traslladà a la Vila Joiosa, on va passar la seua infància.
Llicenciat en Filologia Hispànica per la Universitat de València - Estudi General, va ser un dels filòlegs que participaren en la creació de les Normes del Puig i és un dels autors més prolífics en esta normativa. Va assumir la direcció dels cursos de valencià de Lo Rat Penat durant la presidència de Xavier Casp, moment en què esta societat assumí la normativa secessionista del valencià. Durant esta etapa de professor, va tindre com a alumne a Hèctor Villalba Chirivella, expresident de les Corts Valencianes. Lanuza va ser acadèmic corresponent de la Real Acadèmia de Cultura Valenciana i membre de la Secció de Llengua i Lliteratura Valencianes d'esta institució. Va ser director de l'Institut Valencià de la Joventut (IVAJ) entre 1996 i 1999. Durant eixa etapa, dos fets foren objecte de controvèrsia. D'una banda, el fet que l'IVAJ publicara la revista Jovens, dirigida per Fran Romero, en la normativa lingüística de la RACV, suposà crítiques dels partits polítics. També fou polèmica la contractació de Cristina Fornés com a coordinadora de Programes de Formació d'Animadors Juvenils de l'IVAJ, ja que es tractava d'una persona condemnada en 1994 per l'atac a la seu de la Societat Coral el Micalet.
Com a articulista d'opinió, ha tractat temes polítics, lingüístics i socials. En l'àmbit polític s'ha posicionat a favor del blaverisme i ha criticat el catalanisme valencià i l'espanyolisme; en el lingüístic, es va mostrar contrari a la reforma ortogràfica de les Normes del Puig de 2003, que introduïa els accents gràfics i acostava eixa normativa a les Normes de Castelló; en el social, ha defés el dret al matrimoni homosexual i ha emés opinions favorables sobre el nudisme i el consum esporàdic de marihuana o haixix; i també ha sigut crític amb l'Església catòlica i contrari a les corregudes de bous.
Com a activista polític, Lanuza va ser membre del Consell Nacional d'Unió Valenciana i en 1999 va formar part de la candidatura electoral d'este partit per a l'Ajuntament de València. També va ser candidat independent en les llistes de Coalició Valenciana. En setembre de 2017 va fer una conferència en la seu del partit polític Som Valencians.

## Premis
Ha rebut el premi Palma Dorada de l'associació cultural il·licitana Regne de Valéncia, el premi Escritor de l'any de 1996 de la RACV, el Mestre en Gai Saber per Lo Rat Penat, i el premi Llealtat del Grup d'Acció Valencianista.

## Obra
És autor de les obres següents:
- Conte contat. Rondallística. Nova Valencia. València 1989. (coautor amb Voro López i Verdejo)
- Del Prestigi de la Llengua. Volum 50 de Publicacions dels cursos de llengua i cultura valencianes de Lo Rat Penat. Lo Rat Penat. València 1992
- Enkara. Poesia. Associació d'Escritors en Llengua Valenciana. 1994
- Eufemismes. Poesia. Ajuntament de València. València 1998.
- Gramatica de la llengua valenciana. Llingüistica. Quatre edicions: 1980 1982, 1987 i 1997. (Coautor)
- Lletania. Novel·la. Editorial L'Oronella. València 1997
- Oracio causal. Novel·la. Acció Bibliogràfica Valenciana. València 1997.
- Paraules i adeu. Poesia. Lo Rat Penat. València 1994.
- Solage alfabetic d'amor. Poesia. Aitana Editorial. Altea 1998.
- Valencià, ¿llengua o dialecte? Assaig. Lo Rat Penat. 1983, 1994
- L'articul. Real Acadèmia de Cultura Valenciana, Aula d'Humanitats i Ciències. València 1997.
- Socioobstaculs de la llengua valenciana. Acció Bibliogràfica Valenciana. València 2001.
- De la mà del somriure. Aitana. Altea 2002. (Coautor)
- L'agenda:;(una historia a doble sonet invers en els seus respectius estrambots). Gom Llibres. Sueca 2013.

A més, ha col·laborat en la realització del Diccionari General de la Llengua Valenciana i del Diccionari Bilingüe Valencià-Castellà.